# 希羅基亞爾 (札波羅熱州)
47°8′4″N 35°56′55″E / 47.13444°N 35.94861°E
什羅基亞爾（烏克蘭語：Широкий Яр）是位於烏克蘭東南部的村莊，由扎波羅熱州別爾江斯克區的切爾尼希夫卡市鎮負責管轄。該村處於庫魯尚河畔，距離布拉霍達特內1.5公里，始建於1921年，面積1.65平方公里，海拔高度86米，2001年人口444。